# Elisabeth Lovisa Schneijtz
Elisabeth Lovisa Schneijtz, född 1767, död 1851, var en svensk ballerina.  
Hon var koryfé vid Kungliga Baletten 1788-1806 och figurant 1806-18. Hon gifte sig först med kollegan Charles Sagnier 1789 och senare med balettmästaren Federico Nadi Terrade. 